# Theater Hausruck
Theater Hausruck ist ein Theaterprojekt in der oberösterreichischen Hausruck-Region. Gegründet wurde es 2005 durch den Regisseur Georg Schmiedleitner, Roland König, sowie den Künstler und Unternehmer Chris Müller.

## Geschichte
Hunt oder Der totale Februar war die erste Produktion des Theater Hausruck und wurde im Jahr 2005 im ehemaligen Kohlebrecher Kohlgrube in Kohlgrube/Wolfsegg am Hausruck unter der Regie von Georg Schmiedleitner und der Intendanz von Chris Müller uraufgeführt. Autor des in der Zeit der Februarkämpfe 1934 zwischen Republikanischem Schutzbund und Heimwehr angesiedelten Stücks ist der Literat Franzobel. Hunt oder Der totale Februar wurde 2005 zweimal mit dem Nestroy-Theaterpreis (Spezialpreis für die „Beste Initiative“ und „Bestes Stück – Autorenpreis“), mit dem Bühnenkunstpreis des Landes Oberösterreich sowie 2006 mit dem Vöckla Kultur Award ausgezeichnet.
Mit „Zipf! – Oder die dunkle Seite des Mondes“ behandelte das Theater Hausruck die NS-Zeit im Hausruck. Das von Franzobel verfasste Stück zeichnet die Geschichte des KZ-Nebenlagers Redl-Zipf, eines zum KZ-Komplex Mauthausen zählenden Lagers nach. Unter der Intendanz von Chris Müller lockte Georg Schmiedleitners Inszenierung 2007 und 2008 mehr als 20.000 Menschen in den Kohlebrecher Wolfsegg.
In Kooperation mit Linz09 fokussierte das Theater Hausruck, anlässlich des Asylfalls um die Familie Zogaj, in „A Hetz oder Die letzten Tage der Menschlichkeit“ die Themen Migration und Integration. Das Theaterstück wurde mit dem Interkulturpreis Oberösterreich in der Kategorie „Bestes Konzept“ ausgezeichnet.
In der Produktion „€AT – Kapitalismuskirtag in der Konkurshalle“, die im Jahr 2010 uraufgeführt wurde, behandelte das Theater Hausruck die Ströme des Kapitals sowie die Bedingungen und Auswirkungen der herrschenden Wirtschaftsordnung. Unter den Besuchern waren die damalige Ministerin für Unterricht, Kunst und Kultur Claudia Schmied und die damalige Präsidentin des Nationalrats Barbara Prammer.
Die bisher letzte Produktion des Theaters Hausruck, „NEULAND oder: Vorwärts zum Ursprung!“ unter der künstlerischen Gesamtleitung von Chris Müller, wurde im Zuge des Ars Electronica Festivals 2011 aufgeführt und verwob Richard Wagners Parzival und zeitgenössische wissenschaftliche Positionen zu einem Science-Fiction-Plot in den Wäldern des Hausruck.
Das Ensemble besteht aus professionellen Schauspielern, einem professionellen Regie-Team sowie zahlreichen Laiendarstellern aus der Region Hausruck.

## Produktionen
- 2005: HUNT oder Der totale Februar
- 2007: Z!PF oder Die dunkle Seite des Mondes
- 2009: A HETZ oder Die letzten Tage der Menschlichkeit
- 2010: €AT – Kapitalismuskirtag in der Konkurshalle
- 2011: NEULAND oder: Vorwärts zum Ursprung!

## Auszeichnungen
- 2008: Interkulturpreis (Bestes Konzept – „A Hetz oder die letzten Tage der Menschlichkeit“)
- 2006: Vöckla Kultur Award (Beste Initiative – „Hunt oder der totale Februar“)
- 2005: Nestroy-Theaterpreis (Spezialpreis Beste Initiative – „Hunt oder der totale Februar“)
- 2005: Nestroy-Theaterpreis (Bestes Stück – Autorenpreis an Franzobel)
- 2005: OÖ. Bühnenkunstpreis (Bestes Stück – „Hunt oder der totale Februar“)[6]